# Burg Biały Kościół
Die Burg Biały Kościół oder Burg im Tal der Kluczwoda (polnisch: Zamek w Dolinie Kluczwody) ist eine Burgruine in Biały Kościół unweit von Olkusz im Gebirgszug des Krakau-Tschenstochauer Juras. Die Burg liegt auf dem Berg Zamkowa Skała im Tal der Kluczwoda. 

## Geschichte
Die Burg wurde wahrscheinlich am Anfang des 14. Jahrhunderts von dem Krakauer Richter Jan de Syrokomla errichtet. Sie ist jedoch erst 1783 in den Quellen greifbar. Ende des 14. Jahrhunderts zogen die Eigentümer jedoch in die Burg Korzkiew um und die Burg Biały Kościół verfiel. Grund für den Umzug war möglicherweise ein Bergsturz, der den nordwestlichen Teil der Burg zerstörte. Den Anwohnern diente die Ruine lange Zeit als Steinbruch, bevor sie vor weiterem Verfall gesichert wurde.